# Tafelloper

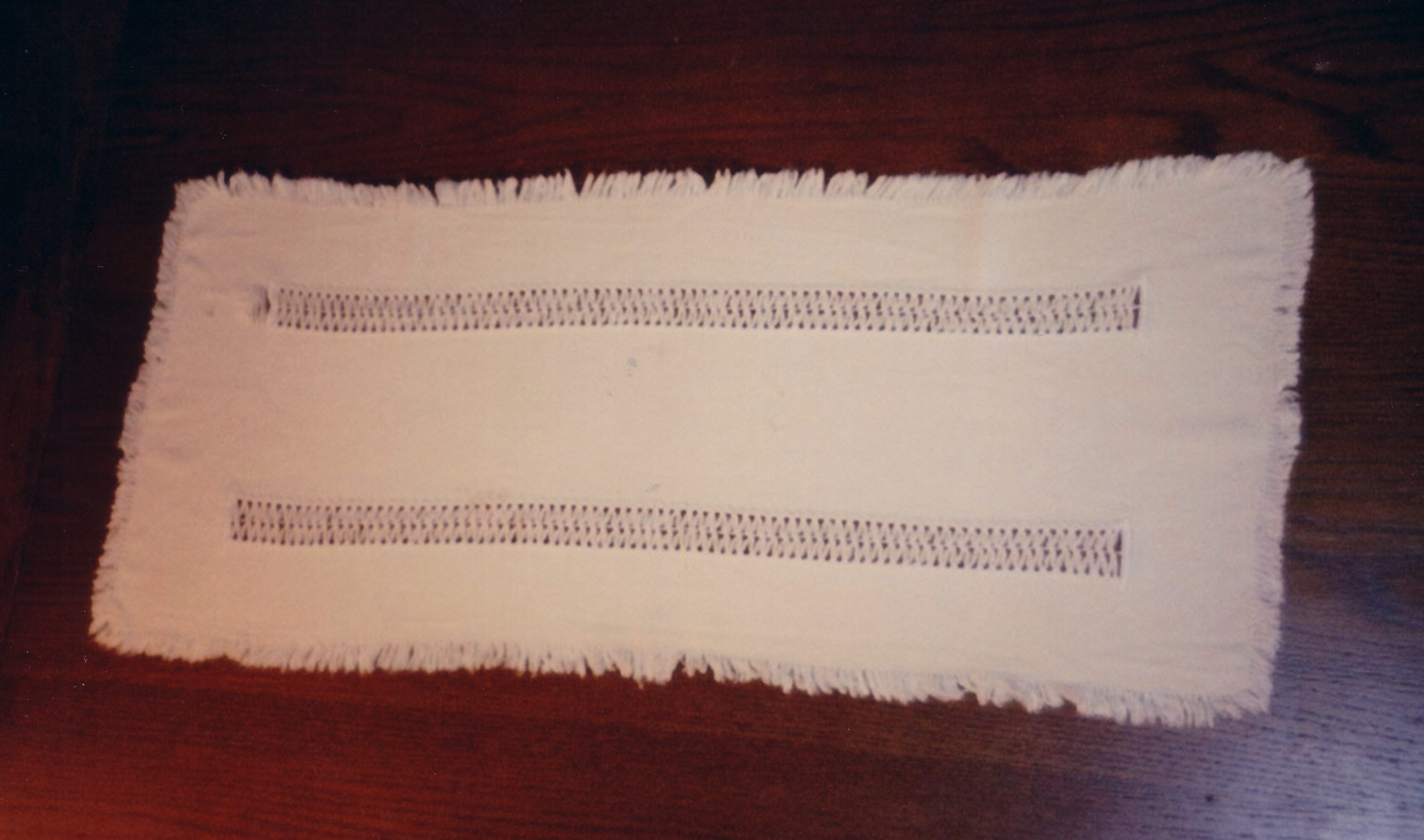
Tafelloper uit Duitsland, eind jaren 60

Een tafelloper is een smalle lap stof (ongeveer 40-50 centimeter) die ter decoratie in combinatie met een tafelkleed gebruikt wordt. De tafelloper wordt dan in het midden van de tafel over de tafel gelegd, tussen de borden in. Meestal zijn tafellopers ongeveer half zo breed als de gedekte tafel, en worden ze qua kleur en stof op het tafelkleed afgestemd.
In de meeste gevallen zijn tafellopers van katoen gemaakt. Sinds enige tijd echter worden ze ook wel wat vaker van vilt gemaakt.